# Karl Koester
Karl Koester (Bad Dürkheim, 2 aprile 1843 – Bonn, 2 dicembre 1904) è stato un patologo tedesco.

## Biografia
Koester studiò medicina a Monaco, Tubinga e Würzburg e conseguì il dottorato a Würzburg nel 1867. Il suo consigliere e mentore fu Friedrich Daniel von Recklinghausen e in seguito lavorò come assistente ad Recklinghausen. Dal 1873 al 1874 fu professore di patologia generale e patologia anatomica presso l'Università di Giessen, dove succedette a Eduard von Rindfleisch come professore di patologia all'Università di Bonn nel 1874.
Nel 1868 pubblicò Ueber die feinere Structur der menschlichen Nabelschnur ("Sulla struttura più fine del cordone ombelicale umano").